# Korszakov (Szahalini terület)

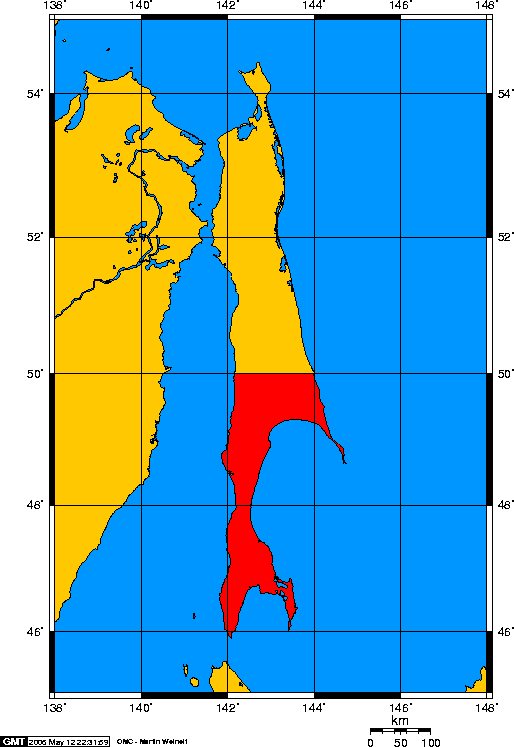
A portsmouthi béke eredményeként kettévágott sziget, a déli rész (piros) került át Japánhoz

Korszakov (oroszul: Корсаков, japánul: 大泊 (Ótomari)) város Oroszországban, a Távol-keleti szövetségi körzet Szahalini területén, a terület fővárosától 40 km-re délre. Szahalin szigetének déli részén helyezkedik el, az Aniva-öbölben. 1853-ban alapították a szigeten az első orosz katonai támaszpontként. A település 1905 és 1945 között Ótomari néven Japánhoz tartozott, ebben az időszakban, 1909-ben épült a kikötője. A második világháborúban Japán elvesztette Szahalin szigetével együtt. 1946-ban várossá nyilvánították. Kikötője a legnagyobb a szigeten, hajószerelő és halfeldolgozó üzemmel is rendelkezik.

## Történelme

### A második világháborúig[3][4]
A szigeten a 17. századig bennszülöttek, főleg ainuk, orkok és nivkek éltek. A szigetet japán és orosz hajósok fedezték fel a 17. században.
A várost 1853-ban alapították, amikor az Orosz Birodalom meg akarta erősíteni keleti határait, valamint javítani akarta diplomáciai és kereskedelmi kapcsolatát Japánnal. Ekkor egy Gennagyij Ivanovics Nevelszkoj által vezetett orosz katonai akció alatt katonai bázisnak nevezték ki. Nevét, ami eredetileg Muravjovszkij volt, Kelet-Szibéria akkori kormányzójáról, Nyikolaj Nyikolajevics Muravjov-Amurszkijről kapta. Viszont a bázis nem tartott sokáig, a krími háború 1854-es kitörésével félő volt, hogy angol-francia csapatok Muravjovszkijt is megtámadják, ezért annak egész lakosságát 1854. május 30-án evakuálták Imperatorszkaja Gavany kikötőjébe. Nem sokkal ezután a japánok leégették az épületeket.
Az 1855-ben aláírt simodai egyezmény alapján a szigeten orosz és japán családok is élhetnek. Az ezt követő években a sziget hovatartozása miatt az oroszok és japánok közti felszültség lassan nőtt. Az 1875-ös szentpétervári egyezmény alapján az Orosz Birodalom az egész szigetet megkapta, a Kuril-szigetekért cserébe.
Az oroszok 1869-ben visszatértek, ezúttal új katonai bázist építettek Muravjovszkij helyére, immáron Korszakovszkij néven. Nevét ilyenkor is Kelet-Szibéria akkori kormányzójáról, Mihail Szemenovics Korszakovról kapta. A 19. század hátralévő részében és a 20. század elején rengeteg orosz tudós és író látogatott el a városba és a szigetre. Közülük a leghíresebb Anton Pavlovics Csehov volt, aki 1890-ben látogatott el a városba és a körülötte lévő falvakba.
A város következő korszaka az orosz–japán háború következményeképpen következett el. A portsmouthi béke értelmében 1905. szeptember 5-től a Szahalin sziget déli része (É. SZ. 50° alatt) Japán fennhatósága alá került. A város japán neve Ótomari, a területé Karafuto lett. A japánok új városokat, utakat, vasutakat építettek, miközben a szigetrészen a halászat, erdészet és fafeldolgozás több ezer japánt vonzott.
1920-ban a japánok elfoglalták a sziget északi részét, és 1925-ig meg is tartották azt. A gyors és nagy mennyiségű migráció miatt Karafuto népessége 5000 főről (1905) 448 000 főre nőtt 1944-re.
1945 augusztusában, a második világháború legvégén a szovjet csapatok sikeresen végrehajtották a Dél-Szahalin és Kuril-műveletet, ezzel visszaszerezve a Szahalin sziget déli részét, és a Kuril-szigetet. 1946. június 5-ével a várost visszanevezték mai nevére.

### A 40-es évek végén
1947. december 21-én megalakult a 72 főből álló Dolgozók Képviselői Tanácsa, majd 5 nappal később, december 26-án a 13 főből álló Városi Tanács. A vándorlás ebben az időben nem tett jót a városnak, hiszen a választás után két évvel a Dolgozók Képviselői Tanácsában már csak 40 ember maradt. 1948-ban új általános iskola nyílt, és egy már meglévő iskolában a tanidőt 7 évre felvitték. Ebben az időben 3100 diák tanult Korszakovban, ami gond volt, hiszen a városban ekkor csak 105 tanár volt, akik közül csak 13-nak volt magasabb végzettsége. 1949-ben a város elfogadta egy téglagyár megépítésének tervét, amely akár évi 1 millió téglát tudna előállítani.

### 21. század
2015-ben a Dalnyij Vosztok hajó süllyedésével a hajó utasait Korszakovra szállították.

## Népessége[7][8]
| Év   | Népesség | Év   | Népesség |
| ---- | -------- | ---- | -------- |
| 1897 | 1 700    | 2000 | 37 000   |
| 1959 | 32 900   | 2003 | 36 700   |
| 1967 | 34 000   | 2006 | 35 500   |
| 1970 | 38 200   | 2010 | 34 800   |
| 1979 | 42 300   | 2013 | 33 100   |
| 1989 | 45 100   | 2016 | 33 100   |
| 1992 | 45 300   | 2021 | 33 950   |
| 1996 | 40 300   | 2023 | 33 300   |

2021-ben a népesség 53,3%-a (18,109 fő) volt nő, és a maradék 46,7% (15,841 fő) volt férfi.
| Lakosok száma | 1700 | 23 789 | 42 341 | 38 300 | 36 700 | 35 100 | 33 451 | 32 962 | 33 645 | 33 123 |
|               | 1897 | 1935   | 1979   | 1998   | 2003   | 2007   | 2011   | 2015   | 2019   | 2024   |